# Zbigniew Hołda
Zbigniew Hołda (ur. 17 marca 1950 w Ełku, zm. 20 maja 2009 w Lublinie) – polski prawnik, adwokat, doktor habilitowany nauk prawnych, profesor nadzwyczajny Uniwersytetu Jagiellońskiego.

## Życiorys
Był absolwentem I Liceum Ogólnokształcącego im. Stanisława Staszica w Lublinie. W 1972 ukończył studia prawnicze na Wydziale Prawa i Administracji Uniwersytetu Marii Curie-Skłodowskiej w Lublinie i rozpoczął pracę jako asystent na Wydziale Prawa tej uczelni – w Zakładzie Prawa Karnego i Kryminologii Instytutu Prawa Karnego. W 1978 uzyskał stopień naukowy doktora na podstawie rozprawy pt. Odpowiedzialność karna za zażywanie i posiadanie środków odurzających według prawa polskiego, której promotorem był prof. Andrzej Wąsek. Habilitował się w 1990 na podstawie rozprawy pt. Status prawny skazanego odbywającego karę pozbawienia wolności, która w 1991 otrzymała drugą nagrodę w XXXIII Ogólnopolskim Konkursie Państwa i Prawa na najlepsze prace doktorskie i habilitacyjne. W 1992 rozpoczął pracę na Wydziale Prawa i Administracji Uniwersytetu Jagiellońskiego, jako kierownik Katedry Prawa i Polityki Penitencjarnej (później przekształconej w Zakład Prawa i Polityki Penitencjarnej).
Ukończył aplikację sądową w Lublinie i zdał egzamin radcowski. Był prezesem Towarzystwa Prawniczego w Lublinie oraz członkiem zarządu Helsińskiej Fundacji Praw Człowieka. Był członkiem Komisji Prawniczej Polskiej Akademii Umiejętności. Doradca Solidarności w latach 1980–1981, w stanie wojennym internowany we Włodawie i Lublinie. W latach 1989–1997 pracował w Komisji ds. Reformy Prawa Karnego przy Ministrze Sprawiedliwości w Zespole Prawa Karnego Wykonawczego, a w latach 1999–2000 w Zespole ds. Nowelizacji Kodyfikacji Karnych przy Ministrze Sprawiedliwości, następnie w Komisji do spraw Reformy Prawa Karnego przy Prezydencie RP. Był także wielokrotnie ekspertem podczas prac komisji sejmowych. Uczestnik prac Centrum Obywatelskich Inicjatyw Ustawodawczych Solidarności. W latach 2004–2007 był członkiem Europejskiego Komitetu Zapobiegania Torturom.
W pracy naukowej początkowo zajmował się problematyką dotyczącą kryminalizacji przestępstw narkotykowych i kryminologią, później zainteresował się problematyką prawa karnego wykonawczego i prawami człowieka. Jest m.in. współautorem (wraz z Kazimierzem Postulskim) komentarza do Kodeksu karnego wykonawczego oraz autorem podręcznika do prawa karnego wykonawczego.
W 2009 otrzymał tytuł Prawnika Pro Bono nadany przez Fundację Uniwersyteckich Poradni Prawnych. Za swoją działalność w tym samym roku otrzymał też od „Gazety Prawnej” nagrodę Złoty Paragraf w kategorii adwokat oraz Nagrodę Tolerancji za działalność w dziedzinie ochrony praw człowieka, przyznaną mu przez porozumienie polskich, niemieckich, francuskich i hiszpańskich organizacji działających na rzecz praw gejów i lesbijek.
Zmarł wieczorem w środę 20 maja 2009 w szpitalu w Lublinie. Przyczyną śmierci była choroba nowotworowa. Został pochowany na cmentarzu przy ulicy Lipowej w Lublinie.
W maju 2010, w pierwszą rocznicę śmierci, założono Stowarzyszenie im. Prof. Zbigniewa Hołdy, którego celem jest podejmowanie działań na rzecz poszanowania praworządności, praw człowieka, rozwoju edukacji prawniczej, współdziałania różnych zawodów prawniczych oraz promocji pomocy prawnej pro publico bono. Stowarzyszenie od 2012 przyznaje co roku Nagrodę im. Prof. Zbigniewa Hołdy osobom lub instytucjom, których aktywność odzwierciedla te wartości, którymi żył i kierował się Zbigniew Hołda.